# Holger Juul Hansen
Pour les articles homonymes, voir Juul et Hansen.
Holger Juul Hansen, né le 14 août 1924 à Nyborg et mort le 19 mars 2013 à Copenhague, est un acteur danois.

## Biographie
Holger Juul Hansen s'oriente vers une carrière d'acteur après avoir décroché un diplôme de commerce et exercé quelque temps comme assistant dans une entreprise de quincaillerie. C'est d'abord dans le domaine du théâtre qu'il s'épanouit, étudiant à l'école Privatteatrenes Elevskole en 1948, puis en jouant dans pas moins de 28 pièces au théâtre d'Aalborg. De 1961 à 1987, il se produit au Théâtre royal, en se spécialisant dans la comédie,.
Sa carrière cinématographique compte une quarantaine d'apparitions, notamment dans la série télévisée Matador, où il incarne le banquier Hans Christian Varnæs, de 1978 à 1982, mais aussi dans la série L'Hôpital et ses fantômes, où il joue le rôle du docteur Moesgaard, de 1994 à 1997.
Il meurt à Copenhague le 19 mars 2013, des suites d'une longue maladie, âgé de 88 ans.

## Filmographie (non exhaustive)
- 1978 - 1982 : Matador : Hans Christian Varnæs
- 1994 - 1997 : L'Hôpital et ses fantômes : le docteur Moesgaard